# Edgar Reitz
Edgar Reitz (født 1. november 1932 i Morbach, Hunsrück, Tyskland) er en filminstruktør, mest kendt for sin trilogi Heimat (1980-2004).
I 1953 begyndte Reitz, mens han studerede æstetiske fag på universitetet i München, at arbejde i filmbranchen som kamera-, klippe- og produktionsassistent. Sammen med Alexander Kluge grundlagde han i 1963 en filmskole i Ulm, hvor han fik undervisning i kamerateori og instruktion. Kredsen af unge filmskabere, som omgav Kluge, havde året før, i forbindelse med kortfilmfestivalen i Oberhausen udgivet et manifestet under overskriften »Papas Kino ist tot«. Et centralt element i manifestet var kravet om filmskaberen som auteur, at instruktøren selv skabte fortællingen og manuskriptet frem for at filmatisere allerede eksisterende værker. I sin filmproduktion har Reitz realiseret denne tanke.
I 1967 fik han debutantprisen ved Filmfestivalen i Venedig for Mahlzeiten. Siden fulgte en række semidokumentarfilm, bl.a. Der Schneider von Ulm (Skrædderen fra Ulm) om en flypioners sociale deroute, en produktion der bragte Reitz på fallittens rand. Under krisen kom han på idéen at lave et projekt med udgangspunkt i sin barndomsegn, Hunsrück. Projektet begyndte som hans forsøg på at finde sig selv via slægtens rødder, men voksede til en prisbelønnet, international publikums- og anmeldersucces, Heimat, en TV-serie i tre hoveddele og 30 afsnit på i alt 52 timer. Handlingen strækker sig fra første verdenskrigs afslutning i 1919 til 2000 og det første tiår efter genforeningen. 
I 1970’erne og 1980’erne udgav Reitz en række filmteoretiske og -æstetiske bøger og artikler. Heimat-serien dannede grundlag for mere skønlitterære udgivelser som fortællinger, essays og digte. I 1995 grundlagde han et filminstitut i Karlsruhe, "Europäische Institut des Kinofilms (EIKK)", i hvis bestyrelse anerkendte kolleger som Theo Angelopoulos, Alain Tanner, Jean-Luc Godard og István Szabó indtrådte. Samme år blev han professor ved Staatlichen Hochschule für Gestaltung i Karlsruhe.